# Luis Ernesto Olascoaga
Luis Ernesto Olascoaga Reyes (sinh ngày 22 tháng 8 năm 1991) là một cầu thủ bóng đá người México. Hiện tại anh thi đấu cho BUAP ở Liga MX.